# Shiri Artstein
Shiri Artstein-Avidan (em hebraico:  שירי ארטשטיין-אבידן; Jerusalém, 28 de setembro de 1978) é uma matemática israelense, especialista em geometria convexa e análise geométrica assintótica, professora da Universidade de Tel Aviv. Recebeu o Prêmio Erdős de 2015.

## Formação e carreira
Artstein nasceu em Jerusalém, filha do matemático Zvi Artstein. Graduou-se summa cum laude na Universidade de Tel Aviv em 2000, com um bacharelado em matemática, e onde obteve um doutorado em 2004, orientada por Vitali Milman, com a tese Entropy Methods. Trabalhou de 2004 a 2006 como Veblen Research Instructor in Mathematics na Universidade de Princeton e como pesquisadora no Instituto de Estudos Avançados de Princeton antes de retornar a Tel Aviv como membro do corpo docente em 2006.

## Reconhecimento
Artstein recebeu o Haim Nessyahu Prize in Mathematics em 2006, um prêmio anual para teses de doutorado concedido pela União Matemática de Israel. Em 2008 recebeu o Krill Prize for Excellence in Scientific Research, da Fundação Wolf. Em 2015 recebeu o Prêmio Erdős. O prêmio citou sua "solution of Shannon's long standing problem on monotonicity of entropy (with K. Ball, F. Barthe and A. Naor), profound and unexpected development of the concept of duality, Legendre and Fourier transform from axiomatic viewpoint (with V. Milman) and discovery of an astonishing link between Mahler's conjecture in convexity theory and an isoperimetric-type inequality involving symplectic capacities (with R. Karasev and Y. Ostrover)".

## Publicações selecionadas
Com Milman e Apostolos Giannopoulos, Artstein é co-autora do livro Asymptotic Geometric Analysis, Part I (Mathematical Surveys and Monographs 202, American Mathematical Society, 2015).
As publicações de suas pesquisas incluem:
- Artstein, Shiri; Ball, Keith M.; Barthe, Franck; Naor, Assaf (2004), «Solution of Shannon's problem on the monotonicity of entropy», Journal of the American Mathematical Society, 17 (4): 975–982, MR 2083473, doi:10.1090/S0894-0347-04-00459-X
- Artstein, S.; Milman, V.; Szarek, S. J. (2004), «Duality of metric entropy», Annals of Mathematics, Second Series, 159 (3): 1313–1328, MR 2113023, doi:10.4007/annals.2004.159.1313
- Artstein-Avidan, S.; Klartag, B.; Milman, V. (2004), «The Santaló point of a function, and a functional form of the Santaló inequality», Mathematika, 51 (1–2): 33–48, MR 2220210, doi:10.1112/S0025579300015497
- Artstein-Avidan, Shiri; Milman, Vitali (2009), «The concept of duality in convex analysis, and the characterization of the Legendre transform», Annals of Mathematics, Second Series, 169 (2): 661–674, MR 2480615, doi:10.4007/annals.2009.169.661
- Artstein-Avidan, Shiri; Karasev, Roman; Ostrover, Yaron (2014), «From symplectic measurements to the Mahler conjecture», Duke Mathematical Journal, 163 (11): 2003–2022, MR 3263026, arXiv:1303.4197, doi:10.1215/00127094-2794999